# Wallaceamerel
De wallaceamerel (Turdus schlegelii) is een zangvogel uit de familie Turdidae (lijsters). Eerder werd deze vogel beschouwd als een ondersoort van de eilandmerel (T. poliocephalus).

## Verspreiding en leefgebied
Deze vogel komt voor in de bergen van Sulawesi en Timor en telt vier ondersoorten:
- T. w. schlegelii: westelijk Timor.
- T. w. sterlingi: oostelijk Timor.
- T. w. celebensis: zuidwestelijk Sulawesi.
- T. w. hygroscopus: zuidelijk-centraal en oostelijk Timor.